# Otto Ulitz

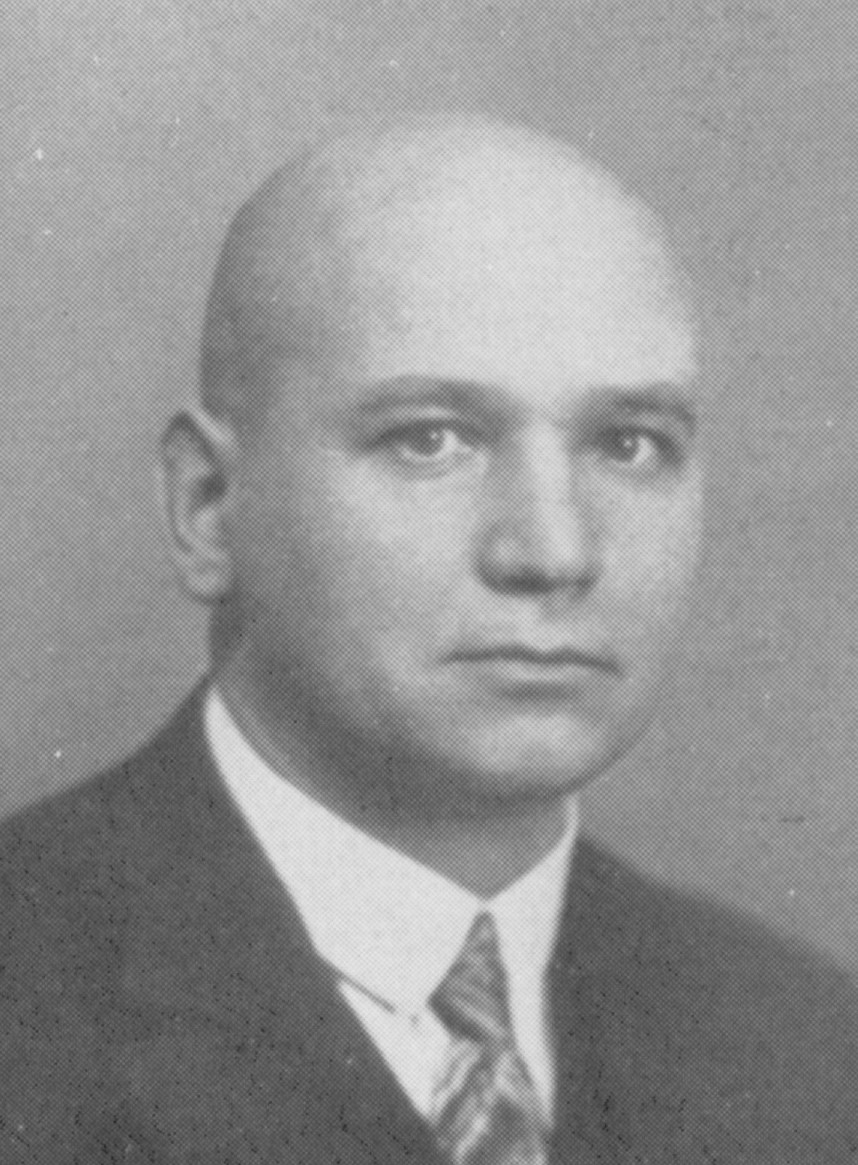
Otto Ulitz, um 1930

Otto Ulitz (* 28. September 1885 in Kempten (Allgäu); † 28. Oktober 1972 in Borgholzhausen) war ein deutscher Politiker. In der Zwischenkriegszeit war er als Präsident des Deutschen Volksbunds und als Abgeordneter im Schlesischen Parlament der führende Vertreter der deutschen Minderheit in Ostoberschlesien. In der Bundesrepublik war er langjähriger Sprecher der Landsmannschaft der Oberschlesier. 

## Leben
Otto Ulitz wurde in Bayern geboren. Sein Vater war Beamter bei der Bahn und stammte aus Breslau. Otto Ulitz wuchs zusammen mit seinem Bruder Arnold im oberschlesischen Kattowitz auf. Er war dort von 1902 bis 1920 Mitglied der Polizei. Ostoberschlesien wurde infolge des Versailler Vertrags und der Aufstände in Oberschlesien an Polen abgetreten. Zusammen mit dem Sanitätsrat Max Bloch aus Beuthen war Ulitz für die Deutsche Demokratische Partei Mitglied im Deutschen Plebiszitausschuss zur Vorbereitung des Plebiszits am 20. März 1921.
Nach der Abtretung Ostoberschlesiens an Polen wurde im November 1921 der Deutsche Volksbund für Polnisch-Schlesien (Volksbund) gegründet. Von der Gründung an bis 1939 war Ulitz Präsident des Volksbunds, der die Dachorganisation der deutschen kulturellen, karitativen und wirtschaftlichen Organisationen in Ostoberschlesien und bis zu 35.000 Mitglieder stark war. Von 1922 bis 1935 war Ulitz außerdem für die Deutsche Partei Abgeordneter der deutschen Minderheit im Schlesischen Parlament in dessen erster bis dritter Legislaturperiode. Er war damit der führende Vertreter der deutschen Minderheit in Ostoberschlesien. 1927 wurde Ulitz von offizieller polnischer Seite der Beihilfe zur Fahnenflucht beschuldigt, er hätte Deutschen in Oberschlesien geholfen, der Wehrpflicht in der polnischen Armee auszuweichen. Durch seine Immunität als Abgeordneter konnte gegen Ulitz kein Verfahren eröffnet werden, jedoch wiederholte der polnische Außenminister Zaleski 1928 die Anschuldigungen vor der Kommission des Völkerbundes. Nachdem 1929 ein erneuter Antrag des oberschlesischen Wojwoden Michał Grażyński auf Aufhebung der Immunität von Ulitz vom Schlesischen Parlament abgelehnt worden war, löste Präsident Mościcki das Schlesische Parlament kurzerhand auf. Wenige Stunden später wurde Ulitz verhaftet und auf Basis gefälschter Dokumente zu fünf Monaten Gefängnis verurteilt.
Ulitz soll an den Vorbereitungen für den fingierten Überfall auf den Sender Gleiwitz beteiligt gewesen sein, der als einer der Vorwände für den Überfall auf Polen diente. Am 1. September 1939 marschierte die Wehrmacht in Polen ein und begann damit den Zweiten Weltkrieg. Nach dem Ende der Kampfhandlungen in Polen am 6. Oktober 1939 erhielt Otto Ulitz, obwohl damals noch nicht Mitglied der NSDAP, am 18. Oktober 1939 das Goldene Parteiabzeichen der NSDAP „für Verdienste um das Deutschtum“. Ostoberschlesien wurde wieder dem Deutschen Reich zugeschlagen und mit dem deutschen Teil Schlesiens zum Reichsgau Oberschlesien vereinigt. Da Ulitz erst durch die Annexion seiner Heimat Oberschlesien wieder deutscher Staatsbürger geworden war, hätte er frühestens im Herbst 1939 der Partei beitreten können, trat tatsächlich aber erst zum 1. Oktober 1941 in die NSDAP (Mitgliedsnummer 8.712.129) ein. Die Hauptstadt des Reichsgaus war Kattowitz. Ulitz wurde zum Ministerialrat ernannt und hatte in der Gau-Regierung als Abteilungsleiter die Verantwortung für das Schulwesen, bevor er in das Innenministerium des Reichsgaus wechselte. Ulitz habe sich, so Michael Schwartz, Historiker am Institut für Zeitgeschichte, „dem NS-Regime zwischen 1939 und 1945 bewusst und aktiv zur Mitarbeit zur Verfügung gestellt“. In seiner Funktion als Leiter der staatlichen Schulverwaltung der Region Oberschlesien sei Ulitz zwar für „keine konkreten Verbrechen“ verantwortlich gewesen, habe aber die NS-Bildungspolitik umgesetzt, die „zwangsläufig auf eine rassistisch orientierte Germanisierungspolitik hinauslief“. Zudem seien „politische motivierte Maßregelungen von Lehrern und Schülern in seinem Aufgabenbereich“ rigide durchgeführt worden.
Nach Kriegsende wurde Ulitz 1945 vom NKWD festgenommen und erst in Polen und dann in der SBZ/DDR inhaftiert. 1952 wurde er in die Bundesrepublik entlassen, wo er 1953 zum Sprecher der Landsmannschaft der Oberschlesier gewählt wurde und „dezidiert rechtskonservative Positionen“ vertrat. 1956 wurde er vom nordrhein-westfälischen Ministerpräsidenten Karl Arnold für das Bundesverdienstkreuz vorgeschlagen. Nach Bekanntwerden des Goldenen Parteiabzeichens der NSDAP wurde der Vorschlag zurückgezogen. Ulitz verfasste 1957 den schmalen Band „Aus der Geschichte Oberschlesiens“, der 1962 und 1971 in zweiter und dritter, jeweils erweiterter Auflage erschien. 1960 unterlag Ulitz in einer Kampfabstimmung gegen Hans Krüger um den Vorsitz des Bund der Vertriebenen.
Unter Hinweis auf seine vorgebliche Beteiligung an der Planung des Überfalls auf den Sender Gleiwitz wurde Ulitz zusammen mit 1800 Wirtschaftsführern, Politikern und führenden Beamten der Bundesrepublik im 1965 herausgegebenen Braunbuch der DDR aufgelistet.
Zwei Jahre nach Ulitz' Tod erschien 1974 im Oberschlesischen Heimatverlag eine Ulitz-Biographie. Er war Mitglied der Historischen Kommission für Schlesien.

## Auszeichnungen
- 1969: Ehrenplakette des Bundes der Vertriebenen
- 1939: Goldenes Parteiabzeichen der NSDAP